# 포젠 대공국
포젠 대공국(독일어: Großherzogtum Posen) 또는 포즈난 대공국(폴란드어: Wielkie Księstwo Poznańskie)은 폴란드 분할 이후 프로이센이 합병한 영토에 설치된 프로이센 왕국의 하위 영토로서, 1815년 빈 회의 이후 공식적으로 수립되었다. 수도는 포젠(독일어: Posen, 폴란드어: Poznań)이었다. 1849년 2월 프로이센 행정부가 대공국의 이름을 포젠주(Provinz Posen)로 변경하며 폐지되었다. 그럼에도 포젠 대공국이라는 지칭은 이후로도 이 지역을 가리키는 데 비공식적으로 자주 사용되었으며, 프로이센 국왕은 1918년까지 포젠 대공을 작위로서 가지고 있었다.

## 같이 보기
- 폴란드 입헌왕국
- 포즈난의 역사